# Dicarpellum pronyense
Dicarpellum pronyense là một loài thực vật có hoa trong họ Dây gối. Loài này được (Guillaumin) A.C.Sm. mô tả khoa học đầu tiên năm 1941.